# Siemens Nederland
Siemens Nederland N.V. is een bedrijfsonderdeel van Siemens AG. Het Duitse conglomeraat is al sinds 1879 actief in Nederland.

## Activiteiten
Siemens bestaat in Nederland sinds 1879. Siemens Nederland bestaat uit zes divisies, Power and Gas, Energy Management,
Building Technologies, Mobility, Digital Factory en Process Industries and Drives. Verder heeft het een dochteronderneming, Siemens Healthineers, die eind 2017 een eigen beursnotering heeft gekregen. Alle aandelen van het Nederlandse bedrijf zijn in handen van Siemens AG.
Siemens Nederland N.V. houdt zich bezig met de verkoop van Siemens producten en diensten en is actief met het plaatsen en onderhouden van het materieel. Per eind 2017 telde het bedrijf 2058 vaste medewerkers. Het bedrijf behaalde in 2017 een omzet van bijna 850 miljoen euro en een nettowinst van 65 miljoen euro.

### Siemens Hengelo
Op 16 november 2017 werd de sluiting van de fabriek in Hengelo aangekondigd. Hier werken ongeveer 650 mensen aan stoom- en gasturbines voor elektriciteitscentrales. Door de opkomst van schone wind- en zonneenergie is de vraag naar traditionele centrales gedaald waarmee ook naar deze turbines. In juli 2018 werd bekend dat VDL Groep en Siemens een intentieovereenkomst hebben gesloten over de overname van vestiging. VDL verwacht dat zo'n 400 medewerkers na de overname aan het werk kunnen blijven. Op 16 november 2018 werd de overname definitief en heeft VDL voor 360 banen werk gegarandeerd.

## Geschiedenis
Siemens heeft in 2001 het bedrijf ‘Demag Delaval Hengelo’ overgenomen dat zijn wortels had liggen in de ‘Machinefabriek Gebr. Stork & Co’. Sinds 1 april 2011 is het Hengelose bedrijf onderdeel van Siemens Nederland N.V. en is het Vestiging Oost geworden. Het bedrijf behoort tot de Energy Sector, Service and Oil & Gas Division en heeft twee business units: Turbo Machinery en Service.

### 1868-1971: Machinefabriek Gebr. Stork & Co.
Siemens Nederland N.V., Vestiging Oost heeft zijn wortels liggen in de ‘Machinefabriek Gebr. Stork & Co’. Dit bedrijf opende op 4 september 1868 in Hengelo zijn deuren en was opgericht door textielfabrikant Charles Theodorus Stork. Negen jaar eerder was Stork in Borne een kleine ijzergieterij annex reparatiefabriekje begonnen onder de naam ‘Stork, Meyling & Co’. De locatie en het pand bleken niet zo geschikt te zijn voor het bouwen van stoommachines waarmee Stork in 1865 was begonnen. Uitgeweken werd daarom naar Hengelo dat met de opening van de Spoorlijn Almelo - Salzbergen en Spoorlijn Zutphen - Glanerbrug in 1865 een spoorwegknooppunt was geworden.

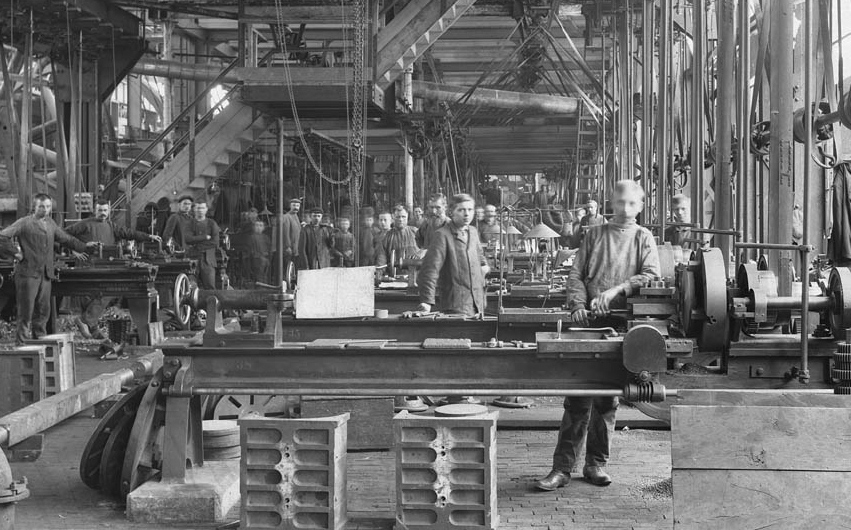
Stork draaierij Java in 1912

De machinefabriek in Hengelo was geheel ingericht naar de eisen van de tijd en bestond uit een draaierij, gieterij en een smederij. Een jaar later kwam er een ketelmakerij bij waardoor er complete stoominstallaties konden worden geleverd. De eerste tien jaren van het bedrijf waren moeilijk, maar toen op de Wereldtentoonstelling van 1878 een horizontale compound stoommachine met goud werd bekroond, kwam er een grote internationale orderstroom op gang. Het bedrijf ging zich tevens richten op andere markten dan de wat behoudende textielindustrie en vond deze in onder meer de scheepvaart. Ook werd de opkomende rietsuikerindustrie een belangrijke afzetmarkt en bleef dat tot 1930. Eind negentiende eeuw werd het productenpakket uitgebreid met hijswerktuigen en was de fabriek nauw betrokken bij de bouw van elektriciteitscentrales. Stork bouwde vanaf 1905 als eerste bedrijf in Nederland stoomturbines. Het bedrijf sloot zich toen ook aan bij het Zoellysyndicaat, een samenwerkingsverband van stoomturbinebouwers. Samenwerkingspartners en licentiegevers waren onder meer Delaval en Siemens. In 1908 werd begonnen met de bouw van centrifugaalpompen en in 1915 met ventilatoren. Vanaf 1916 werden luchtcompressoren gebouwd. Hiertoe had men een licentie van de firma Jaeger.
Na de Eerste Wereldoorlog kende Stork een periode van grote bloei en stichtte het bedrijf in het land verschillende dochterondernemingen. In de jaren twintig was Stork de grootste machinefabriek van het land. De ernstige wereldcrisis vanaf 1929 trof ook het Hengelose bedrijf. Stork wist echter zeer succesvol te herstellen door te beginnen met de bouw van dieselmotoren, speciaal voor schepen. De Tweede Wereldoorlog was een ramp, tien keer werd het bedrijf uit de lucht aangevallen en 53 bommen vielen op de gebouwen en het terrein. In de periode van de wederopbouw breidde de fabriek zeer sterk uit. In de jaren vijftig werd de eerste eigen compressor ontworpen. Er werd ook begonnen met de seriematige bouw van compressoren. Gestart werd met luchtcompressoren en vanaf 1962 kwamen de gascompressoren erbij. In 1954 werd gefuseerd met Werkspoor in Amsterdam. De combinatie ging ‘Verenigde Machinefabrieken’ (VMF) heten en telde 10.000 werknemers. Het bedrijf was vooral sterk in de zware kapitaalgoederen.
Na de wederopbouwperiode zette een dalende lijn in. De productie van onder meer dieselmotoren en grote stoomturbines voor elektriciteitscentrales werd afgestoten. De gieterij werd gesloten. Dit leidde eind jaren zestig en begin jaren zeventig tot massa-ontslagen. In 1968 werd een fusie aangegaan tussen VMF en de landactiviteiten van Wilton-Fijenoord- Bronswerk. Bronswerk had een licentie van Delaval in Amerika voor het bouwen van compressoren en stoomturbines. De activiteiten die onder deze licentie vielen, werden in 1969 ondergebracht bij Machinefabriek Stork.
In 1970 besloot de directie van Stork het bedrijf op te splitsen in een aantal productgerichte onderdelen. Het verkopen, ontwerpen en bouwen van centrifugaalcompressoren, stoomturbines en grote ketelvoedingpompen en de service daaraan werden ondergebracht in een nieuw bedrijf: ‘Delaval-Stork’ (DLS). Dit was een joint venture tussen Stork en het Amerikaanse Delaval. Het bedrijf ging op 1 september 1971 van start.

### 1971-1995 Delaval-Stork (DLS)
De eerste jaren had Delaval-Stork het moeilijk. De markt was slecht. Door inbesteed werk en werktijdverkorting kon het bedrijf nog net het hoofd boven water houden. Dieptepunten waren een grote brand op 9 maart 1978 en een reorganisatie in 1983 waardoor van de 400 werknemers er 110 werden ontslagen.
Mede door de opkomst van de onshore en offshore olie- en gasmarkt in de jaren tachtig keerde het tij. Eerst werden compressoren voor landinstallaties gebouwd, maar in toenemende mate ook voor offshore. Vanaf 1994 worden compressoren ook aan boord van schepen geïnstalleerd (FPSO: Floating, Production, Storage and Offloading). Met Peter Brotherhood U.K. Ltd werd in 1985 een samenwerkingsovereenkomst afgesloten. Hierdoor kon het bedrijf meedoen aan Britse Noordzeeprojecten. In 1986 werd gestopt met de bouw van voedingpompen omdat men deze niet meer concurrerend kon produceren. Service kreeg in 1990 een grote impuls met het opzetten van een internationaal opererende service- en onderhoudsafdeling onder de naam ‘Turbo Machinery Services’.
In deze jaren werden diverse mijlpalen bereikt in technologische en productontwikkelingen. In 1986 werd voor het eerst in een gesloten testcircuit een compressor onder bedrijfscondities getest (type 1 test). Ook werden dry gas seals ontwikkeld en werd begonnen met het toepassen van (droge) actieve magneetlagers in plaats van oliegesmeerde lagers. Deze ontwikkelingen leidden tot de dry-dry compressor die in 1989 werd geïntroduceerd.

### 1995-2001 Mannesmann Demag
Per 17 januari 1995 werd Mannesmann Demag Krauss-Maffei AG de nieuwe moeder naast Stork. Het Amerikaanse IMO Industries Inc. had zijn Delaval-divisie aan dit Duitse concern verkocht. Hierdoor ging het bedrijf samenwerken met zijn vroegere concurrent en werd het deel van de Demag Delaval Turbomachinery Group. Daartoe behoorden ook zusterbedrijven in Trenton (USA) en Duisburg (Duitsland). Mannesmann Demag Delaval Hengelo ontwikkelde zich in deze periode steeds meer als testspecialist. In 1996 verwierf het bedrijf een grote opdracht van de NAM, het zogenoemde GLT-project (Groningen Long Term) voor de renovatie van het aardgasveld van Slochteren.
Mannesmann Demag gaf in 1999 te kennen het vijftig procent aandeel van Stork te willen overnemen. Als ‘Demag Delaval Hengelo’ (DDH) ging het bedrijf het nieuwe millennium in. Begin 2000 nam telecombedrijf Vodafone Mannesmann over. Vodafone had alleen belangstelling voor de mobiele telefonie en niet voor de engineeringactiviteiten. Voordat deze activiteiten, samengebracht onder de naam Atecs, naar de beurs gingen, gaf Siemens aan Demag te willen overnemen en daarmee ook Demag Delaval Hengelo.

### 2001-heden Siemens

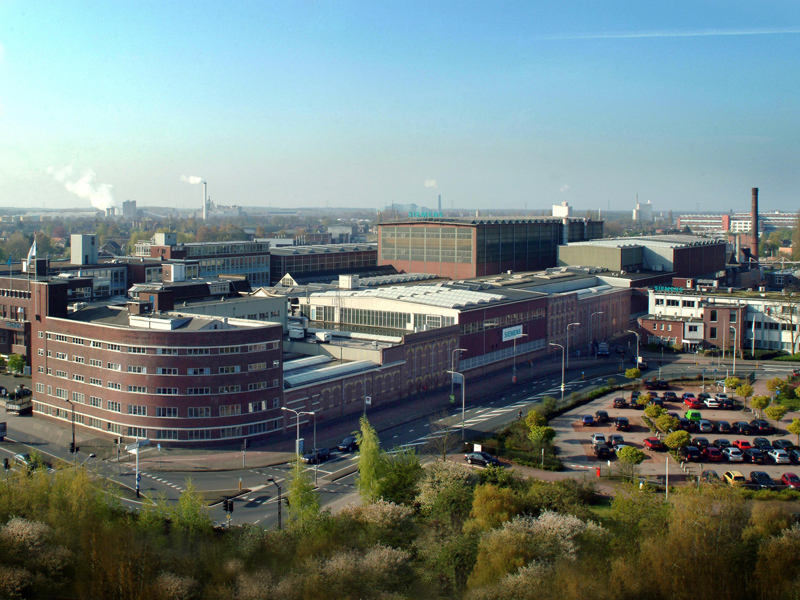
Siemens Nederland N.V., Vestiging Oost. 'Oude' kantoorpand met fabriek

Na de overname door Siemens ging Delaval Demag Hengelo verder als ‘Siemens Demag Delaval Turbomachinery’ en was het onderdeel van de Siemens Power Generation Group. Al snel droeg Siemens de productie van stoomturbines in Hengelo over naar andere Siemensvestigingen. In 2003 werd de productie van de zogenoemde ‘kale’ compressoren overgeheveld naar Duisburg. Hengelo ging zich vanaf toen richten op het ontwerpen, assembleren en testen van compressoren. In 2003 werd de eerste compressor gebouwd voor een druk van 517 bar waarmee Siemens zich definitief plaatste in het hogedrukmarktsegment. Siemens nam verder in dat jaar de industriële gasturbinetak van Alstom Power over waardoor het concern geïntegreerde gasturbine-compressoroplossingen kon gaan aanbieden. Deze beslissing had vergaande gevolgen voor Siemens in Hengelo. Eind 2009 werd het assembleren van gasturbines vanuit Lincoln (UK) en Finspång (Zweden) naar Hengelo overgedragen. Om beter in de grote Siemensstructuur te passen, werd de Siemensvestiging in Hengelo in 2004 verdeeld in een Business Unit Nieuwbouw en een Business Unit Service. In april 2005 werd verdergegaan onder de naam ‘Siemens Industrial Turbomachinery B.V.’. Per 1 oktober 2009 werd de vestiging in Hengelo een volledige dochter van Siemens Den Haag. Per 1 april 2011 is het Hengelose bedrijf samengegaan met Siemens in Den Haag en Assen en is het deel geworden van Siemens Nederland N.V.

### Huidige activiteiten
Vanuit Hengelo wordt een gedetailleerd ontwerp voor een compressorunit gemaakt. Hierin zijn de mechanische, rotor- en thermodynamische specificaties gedefinieerd. De hoofdcomponenten - compressor, aandrijving (stoomturbine, gasturbine of elektromotor) en regelapparatuur - worden voornamelijk uit het eigen productportfolio van Siemens betrokken. Voor het assembleren van de compressoren en gasturbines beschikt het bedrijf over een complete fabriek. De assemblage wordt uitgevoerd door drie assemblage-afdelingen: Electro, Piping en Assembly. Niet of niet goed functioneren van de installatie on site, is zeer kostbaar en er is daarom een closed loop aanwezig voor volledige operationele tests.
Vanuit Hengelo wordt ook wereldwijd het onderhoud, upgrades en installatie van eenassige compressoren verzorgd.

### Huisvesting
Het bedrijf bevindt zich op de plek waar ooit de Machinefabriek Gebr. Stork & Co. is begonnen en dat is aan het Industrieplein aan de zuidkant van het station Hengelo. In de loop der tijden is de fabriek uitgebreid met verschillende gebouwen. Het Siemenscomplex behoort tegenwoordig tot een van de grootste historische fabrieksterreinen in Nederland dat nog in gebruik is.
Aan het Industrieplein is een nieuw kantoorgebouw gerealiseerd. Daarvoor zijn eerst de oude Stork hoofdgebouwen gesloopt. Het gebouw is een ontwerp van NL Architects en heeft een uiterlijk dat is gebaseerd op de sheddaken (ook wel zaagtanddaken genoemd) van de diverse fabriekshallen. Het gebouw kan te zijner tijd worden aangesloten op het warmtenet van de gemeente Hengelo. Het nieuwe kantoorgebouw is 1 mei 2012 in gebruik genomen.

#### Hart van Zuid
Het Siemenscomplex ligt in ‘Hart van Zuid’, een van de grootste binnenstedelijke herinrichtinggebieden van Nederland. In dit gebied worden in totaal ruim duizend nieuwe woningen en allerlei voorzieningen gerealiseerd. Ook bevinden zich hier het ROC van Twente in de oude gieterij van Stork, Twents Techniekmuseum HEIM in de voormalige Wilhelminaschool (de vroegere fabrieksschool van Stork en Dikkers) en Poppodium Metropool. Het World Trade Center (WTC) Twente wordt naar verwachting de overbuurman van Siemens.